# Dunkeriana neoguinensis
Dunkeriana neoguinensis is een hooiwagen uit de familie Assamiidae.